# Lythrypnus pulchellus
Lythrypnus pulchellus är en fiskart som beskrevs av Isaac Ginsburg, 1938. Lythrypnus pulchellus ingår i släktet Lythrypnus och familjen smörbultsfiskar. IUCN kategoriserar arten globalt som livskraftig. Inga underarter finns listade i Catalogue of Life.